# Sütő Károly
Sütő Károly (1919. szeptember 15. – 1980. február 22.) válogatott labdarúgó, csatár, jobbösszekötő.

## Pályafutása

### Klubcsapatban
1939 nyaráig a TTE-ben szerepelt, ezt követően a Gamma labdarúgója volt. 1942 szeptemberétől az Alba Regia AK színeiben játszott. 1944-ben a Vasas játékosa volt.
Harcos, gólveszélyes csatár volt, de hajlamos volt az önző játékra és gyorsasága sem volt kielégítő.

### A válogatottban
1940-ben két alkalommal szerepelt a válogatottban és egy gólt szerzett.

## Statisztika

### Mérkőzései a válogatottban
| Magyarország | Magyarország      | Magyarország              | Magyarország | Magyarország | Magyarország | Magyarország | Magyarország | Magyarország |
| #            | Dátum             | Helyszín                  | Hazai        | Eredmény     | Vendég       | Kiírás       | Gólok        | Esemény      |
| ------------ | ----------------- | ------------------------- | ------------ | ------------ | ------------ | ------------ | ------------ | ------------ |
| 1.           | 1940. március 31. | Budapest, Üllői úti pálya | Magyarország | 3 – 0        | Svájc        | Európa-kupa  | 1            | 32'          |
| 2.           | 1940. április 7.  | Berlin, Olimpiai Stadion  | Németország  | 2 – 2        | Magyarország | barátságos   | -            |              |
|              | Összesen          |                           |              | 2            | mérkőzés     |              | 1            | gól          |